# Бо (Сьєрра-Леоне)
Бо (англ. Bo) — місто в центральній частині Сьєрра-Леоне, адміністративний центр Південної провінції та округу Бо, утворює окрему адміністративну одиницю — муніципалітет Бо. Хоча місто є третім у країні за кількістю населення та за розвитком воно поступається лише Фрітауну.

## Географія
Бо розташоване за 250 км на південний схід від столиці.

### Клімат
Місто знаходиться у зоні, котра характеризується мусонним кліматом. Найтепліший місяць — лютий із середньою температурою 28.9 °C (84 °F). Найхолодніший місяць — серпень, із середньою температурою 25 °С (77 °F).
| Клімат Бо               | Клімат Бо | Клімат Бо | Клімат Бо | Клімат Бо | Клімат Бо | Клімат Бо | Клімат Бо | Клімат Бо | Клімат Бо | Клімат Бо | Клімат Бо | Клімат Бо | Клімат Бо |
| Показник                | Січ.      | Лют.      | Бер.      | Квіт.     | Трав.     | Черв.     | Лип.      | Серп.     | Вер.      | Жовт.     | Лист.     | Груд.     | Рік       |
| Абсолютний максимум, °C | 35        | 38        | 42        | 36        | 38        | 33        | 32        | 31        | 36        | 33        | 32        | 35        | 42        |
| Середній максимум, °C   | 29        | 31        | 31        | 30        | 29        | 28        | 26        | 26        | 27        | 28        | 28        | 28        | 28        |
| Середня температура, °C | 27        | 28        | 28        | 28        | 27        | 26        | 25        | 25        | 26        | 26        | 27        | 26        | 27        |
| Середній мінімум, °C    | 25        | 26        | 26        | 27        | 26        | 25        | 23        | 23        | 24        | 25        | 25        | 25        | 25        |
| Абсолютний мінімум, °C  | 12        | 13        | 16        | 17        | 20        | 18        | 15        | 21        | 15        | 18        | 15        | 16        | 12        |
| Днів з опадами          | 0         | 1         | 2         | 2         | 3         | 9         | 14        | 17        | 10        | 6         | 3         | 1         | 68        |
| ----------------------- | --------- | --------- | --------- | --------- | --------- | --------- | --------- | --------- | --------- | --------- | --------- | --------- | --------- |
| Джерело: Weatherbase    |           |           |           |           |           |           |           |           |           |           |           |           |           |

## Населення
Населення міста становить 174369 осіб (2015). У національному складі переважають менде, які розмовляють креольською мовою кріо. Поширені релігії — іслам та християнство.

## Історія
1889 року місто було пов'язане з Фрітауном залізницею. 1906 року місто стало значним освітнім центром, після того як тут була збудована школа Бо. З 1930 року та до незалежності Сьєрра-Леоне 1961 року, Бо було столицею британського протекторату Сьєрра-Леоне, в той час як Фрітаун вважався окремою колонією.

## Адміністративний склад
Як муніципалітет місто складається з 20 секцій:
| №  | Назва          | Оригінальна назва | Територія, км² | Населення, осіб (2015) |
| -- | -------------- | ----------------- | -------------- | ---------------------- |
| 1  | Батіема        | Batiema           | -              | -                      |
| 2  | Бо ІІ          | Bo II             | -              | -                      |
| 3  | Бумпе-Во       | Bumpeh-Voh        | -              | -                      |
| 4  | Ґбондо-Таун    | Gbondo-Town       | -              | -                      |
| 5  | Канде-Таун     | Kandeh-Town       | -              | -                      |
| 6  | Кіндіа-Таун    | Kindia-Town       | -              | -                      |
| 7  | Кіссі-Таун І   | Kissy-Town        | -              | -                      |
| 8  | Кіссі-Таун ІІ  | Kissy-Town        | -              | -                      |
| 9  | Левабу         | Lewabu            | -              | -                      |
| 10 | Манджама       | Manjama           | -              | -                      |
| 11 | Мессіма І      | Messima I         | -              | -                      |
| 12 | Мессіма ІІ     | Messima II        | -              | -                      |
| 13 | Моріба-Таун І  | Moriba Town I     | -              | -                      |
| 14 | Моріба Таун ІІ | Moriba Town II    | -              | -                      |
| 15 | Нджаґбойма     | Njagboima         | -              | -                      |
| 16 | Нджаї-Таун     | Njai Town         | -              | -                      |
| 17 | Нижнє Самамьє  | Lower Samamie     | -              | -                      |
| 18 | Нікібу         | Nikibu            | -              | -                      |
| 19 | Резервація І   | Reservation I     | -              | -                      |
| 20 | Резервація ІІ  | Reservation II    | -              | -                      |

## Господарство
У місті знаходиться університет Нджала, другий за величиною виш країни, та школа Бо, одна з найстаріших та найбільших середніх шкіл Західної Африки. Тут розташований другий за місткістю стадіон країни. У місті діють 2 шпиталі, 4 центри здоров'я, 49 початкових та 11 середніх шкіл.
Зі столицею місто зв'язане аеропортом та автошляхами. Раніше через місто проходила залізниця, яку закрили у 1974 році.

## Персоналії
У місті народились такі відомі люди:
- Набіх Беррі — ліванський політик, спікер ліванського парламенту з 1992 року
- Джо Роберт Пемаґбі — представник Сьєрра-Леоне в ООН
- Вусу Санно — мер міста Бо
- Салльєу Бунду — футболіст національної збірної Сьєрра-Леоне у 2008 році
- Бунтураб'є Джалло — олімпійська плавчиня